# Nasir
Nasir, hebreiska nazir, från verbet nazar (avsöndra, avskilja), är en person inom judendomen som har avlagt nasirlöfte och därför tillfälligt eller permanent lever efter vissa helighetsregler.
I Fjärde Moseboken talas det om "Herrens nasir", vilken inte får dricka alkohol, äta druvor, klippa håret (om inte någon plötsligt dör i nasirens närhet, ty då ska nasiren på sjunde dagen klippa håret), vara oren med mera.
Simson som omtalas i Domarboken 13–18 var nasir. I Apostlagärningarna 18:18 står det om Paulus att denne "låtit klippa av håret, eftersom han hade avlagt ett löfte", vilket av vissa tolkats som att Paulus var nasir. Det finns även en teori om att ordet nasaré skulle betyda nasir.